# Rappottenstein
Rappottenstein je městys v Rakousku ve spolkové zemi Dolní Rakousy v okrese Zwettl. Žije v něm 1729 obyvatel (podle sčítání z roku 2016).

## Poloha
Rappottenstein se nachází v severozápadní části spolkové země Dolní Rakousy v regionu Waldviertel. Leží 10 km jihozápadně od Zwettlu. Prochází jím silnice B124, která se u Merzensteinu od silnice B38, vede přes Arbesbach a Königswiesen a u Pregarten se napojuje na dálnice A7. Na území Rappottensteinu se slévají řeky Kleiner Kamp a Großer Kamp v řeku Kamp.

### Členění
Území městyse Rappottenstein se skládá z dvaceti tří částí (v závorce uveden počet obyvatel k 1. lednu 2015):
- Aggsbach (18)
- Arnreith (13)
- Dietharts (14)
- Grossgundholz (66)
- Grötschen (5)
- Grünbach (93)
- Hausbach (80)
- Höhendorf (24)
- Kirchbach (137)
- Kleinkamp (26)
- Kleinnondorf (55)
- Lembach (110)
- Neustift (56)
- Oberrabenthan (74)
- Pehendorf (144)
- Pfaffendorf (50)
- Pirkenreith (48)
- Rappottenstein (291)
- Reichenbach (38)
- Riebeis (35)
- Ritterkamp (118)
- Roiten (174)
- Selbitz (60)

## Historie
Rappottenstein získal tržní právo ve 14. století. Hrad, který byl vystavěn ve 12. století rodem Kuenringů, nebyl nikdy dobyt a ani vážněji poškozen i přes obléhání Švédů, protestantské války a rolnické povstání roku 1597. Hrad byl později celý renovován. Za zmínku stojí i kaple, nacházející se v jeho srdci, kompletně restaurována v roce 1947.
Roku 1849 při velkém požáru v městysu kompletně shořelo až 7 domů. Vyhořela dokonce i fara s kostelem a školou. Osvětlení bylo v Rappottensteinu uvedeno v provoz v roce 1912.
Roku 1987 bylo v Roiten postaveno vesnické muzeum, vernisáž se konala v roce 1990.

## Galerie

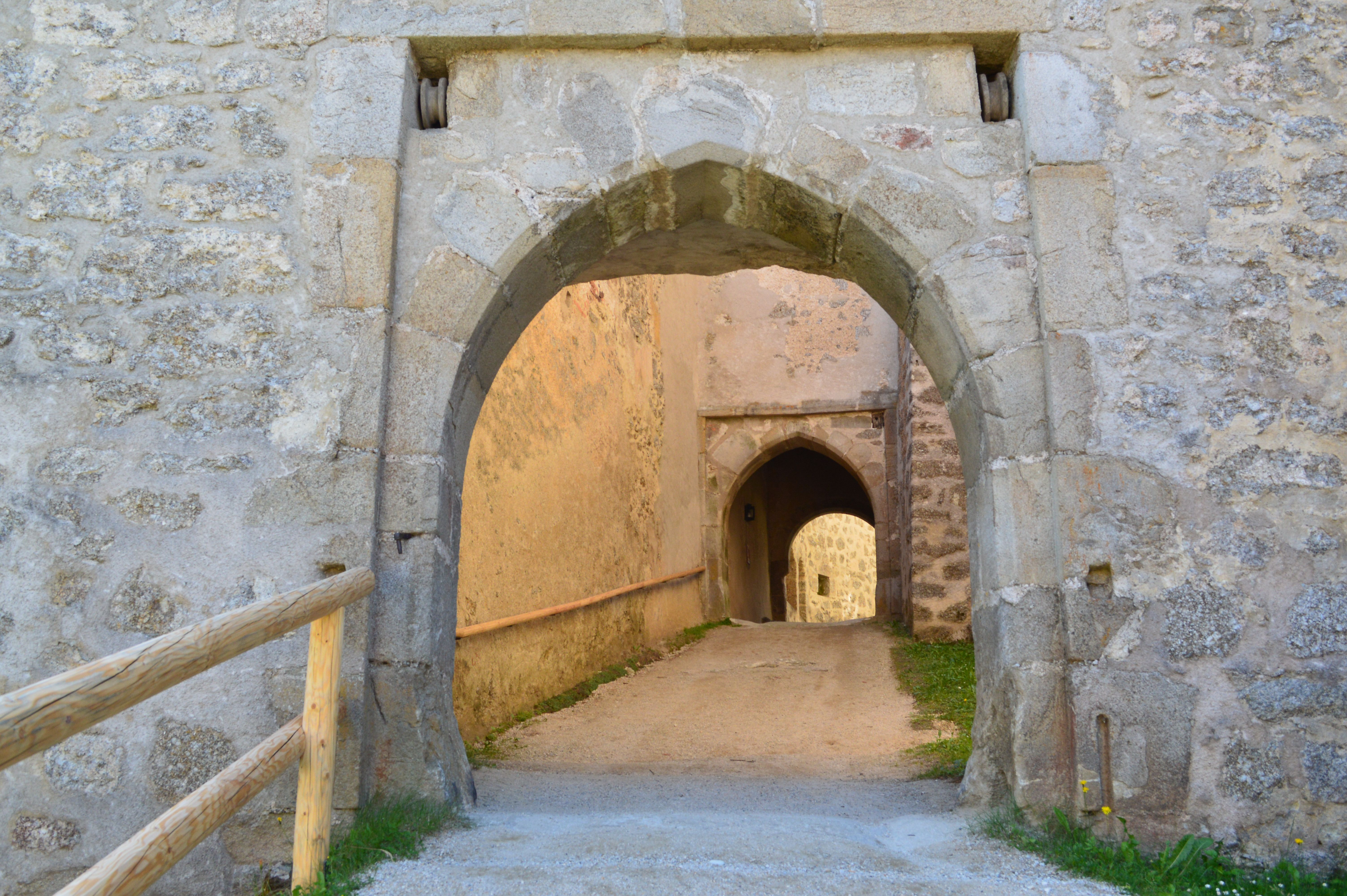
Brány na hradě Rappottenstein
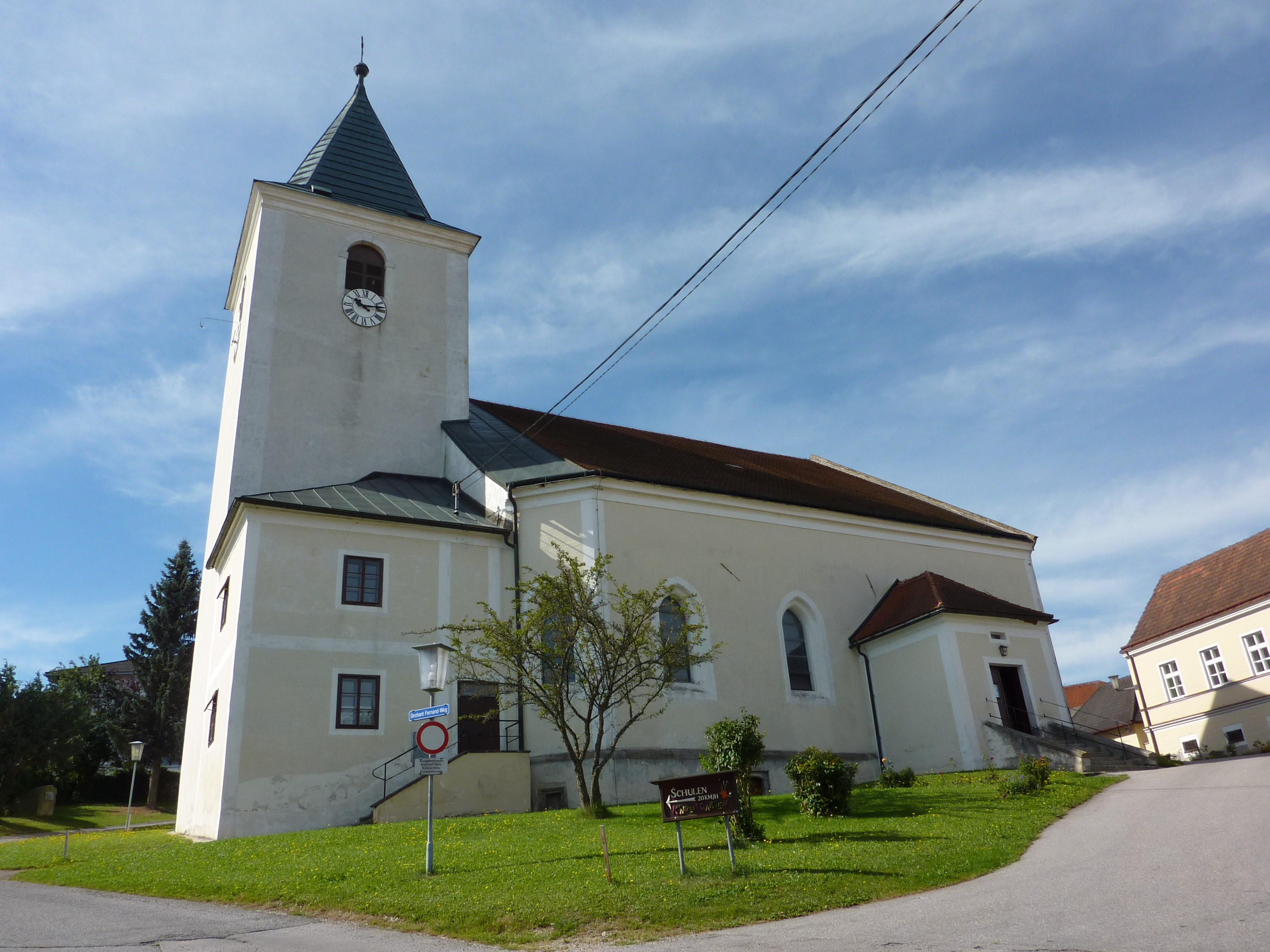
Farní kostel v Rappottensteinu
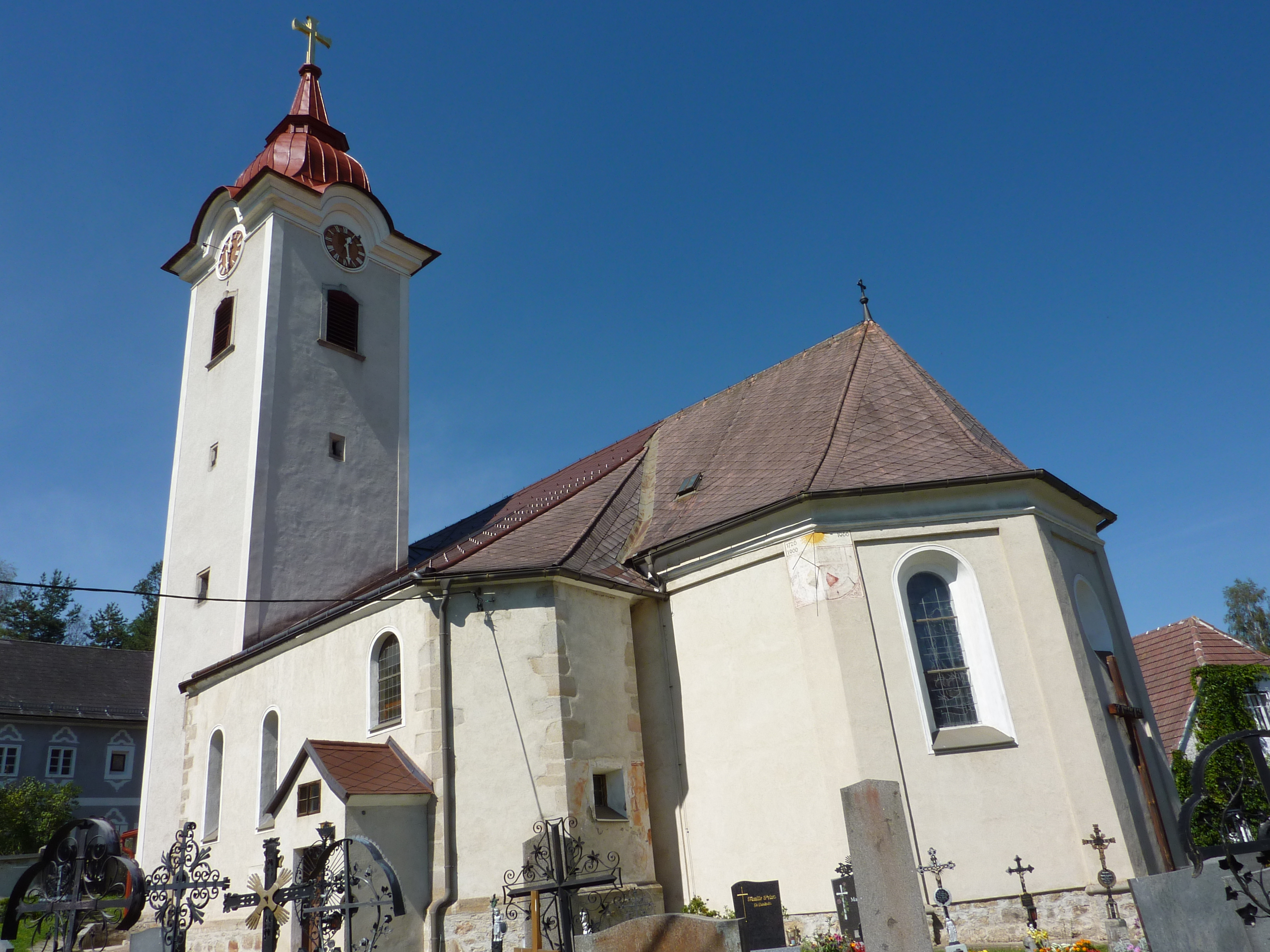
Farní kostel v Kirchbachu
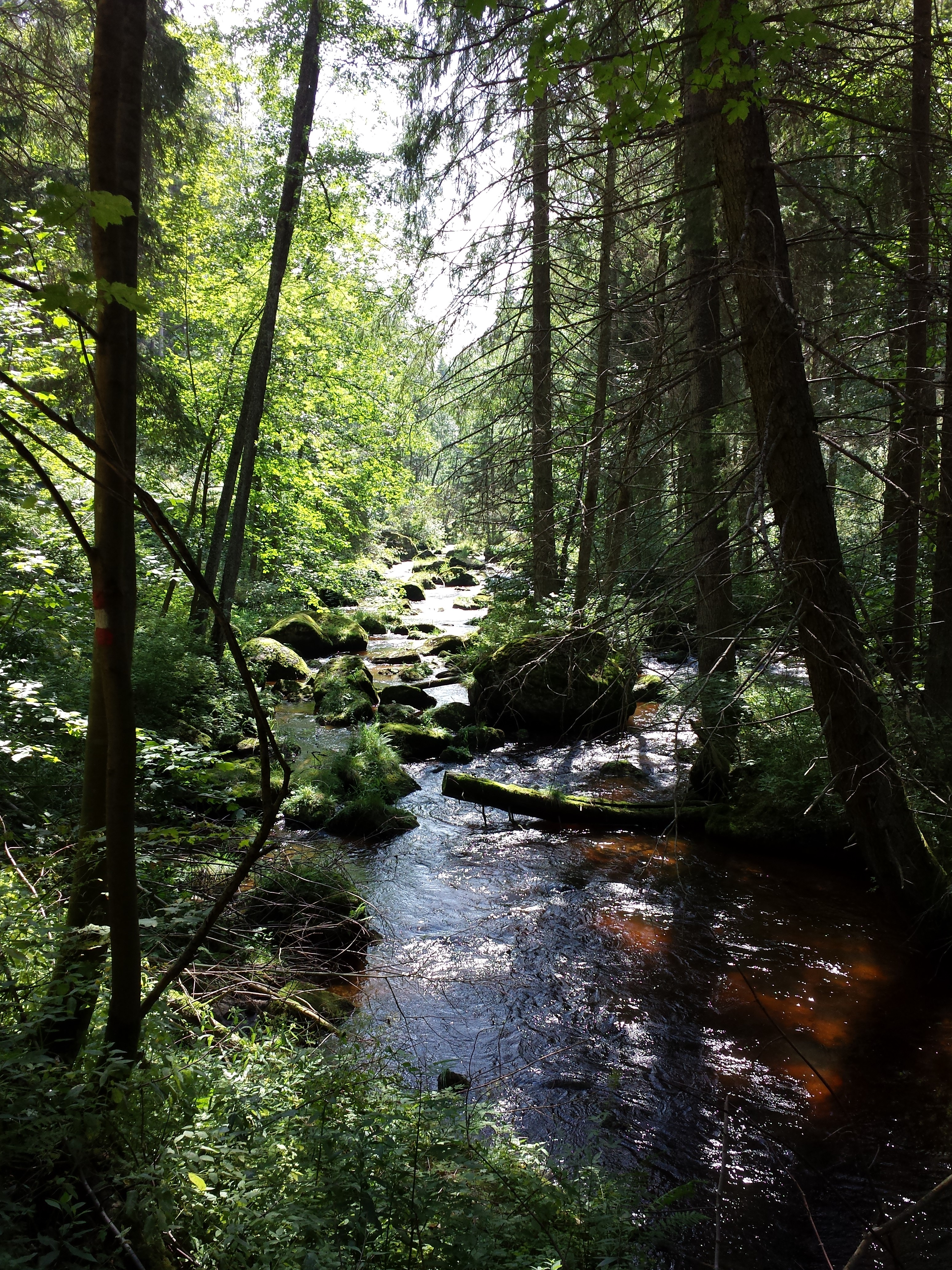
Kleiner Kamp